# 浜田泰介
浜田泰介（はまだたいすけ、1932年〈昭和7年〉3月28日 - ）は愛媛県宇和島市出身の画家。

## 人物
- 1955年京都市立美術大学（現・京都市立芸術大学）卒業。
- 1957年京都市立美術大学院修了。
- 1958年から1961年まで4年連続朝日新人展、毎日ベストリー展に選抜。1961年から国内だけでなく海外に進出し個展で高い評価を受けている。
- 宇和島市にあるホール宇和島市立南予文化会館（旧称は南予文化会館）の緞帳「南宇和の朝の風景」を描いた。

## 完成作
- 大津市市制100周年記念『大津百景』（1997年）
- 大覚寺の障壁画完成
- 世界遺産の醍醐寺の障壁画（1999年）
- 防衛大学会議室『旭日』（2001年）
- 大宰府『紅梅白梅』（2001年）
- 東寺観智院書院襖絵（2003年）
- 正伝寺（広島市）[2]の襖絵完成（2004年）
- 東寺大日堂壁画（蓮の輪廻）完成（2005年）
- 世界遺産白川郷合掌明善寺本堂7点展示（2006年）
- 上賀茂神社の障壁画完成（2010年）
- 伏見稲荷大社の障壁画完成（2011年）
- 石清水八幡宮の障壁画完成（2015年）
- 東寺（客殿）の障壁画完成（2023年）

## 受賞
- 関西総合展賞（1955年）
- 大津市より感謝状（1995年）
- 大津市文化特別賞（1997年）
- 第38回密教学芸賞（2000年）
- 第60回愛媛新聞賞（文化部門・2012年）[3]

## 画歴
1957年
- 6月1日～6日松山三越にて初個展

1961年
- カーネギーホールによる米国国際巡回展に招待される
- 京都美術館にて十三人の個展

1962年
- サンノゼ州立大学ギャラリー【個展】
- サンフランシスコのガンプスギャラリー【個展】
- サンフランシスコ市長より市の「キー」を与えられる

1965年
- ヴィンセント・プライスによる今日の日本現代展に選抜される（シカゴ）
- 京都市立美術館にて13人の仲間と【個展】
- カリフォルニア州立大学およびサンディエゴ州立大学の現代日本美術展に出品　渡米

1966年
- ニューヨークのギャラリー、ダッシェにて5人の日本画家展および個展
- 新宿伊勢丹【個展】
- 岡山天満屋【個展】

1967年
- 東京国立近代美術館へ　出展

1971年
- 【個展】天満屋岡山店５階美術画廊

1972年
- 岡山天満屋にて個展
- ポールギャラリーにて個展にて個展

1974年
- 東京長い画廊【個展】
- 松山三越【個展】
- 札幌三越【個展】

1975年
- 朝日新聞主催によるABC現代作家展出品（京都）

1976年
- 銀座セントラル美術館にて個展
- 仙台三越にて個展

1977年
- 2月日本橋三越【個展】

1978年
- 10月3日～【個展】銀座三越５階美術ギャラリー/銀座百景展
- 【個展】松山三越
- 12月5日～17日【個展】　高松三越（讃岐百景）
- 横浜三越にて個展

1979年
- 宇和島市立伊達美術館にて個展
- 松山三越にて個展
- 横浜三越にて個展
- 日本橋三越にて個展にて個展
- 横浜市民ギャラリに2点寄贈

1980年
- 1月26日～2月1日　松山三越（中国の旅展）【個展】
- 4月22日～27日　タカマツ三越3階美術サロン【個展】
- 7月15日～23日　秋田文化館+オノ時計本店ギャラリー秋田百景【個展】
- 10月1日～13日　新潟三越（新潟百景展）にて個展

1981年
- 1月　松山三越
- 3月　仙台三越　（仙台百景展）
- 6月　倉敷三越　（倉敷百景展）
- 11月　日本橋三越、松江-畑百貨店にて個展

1982年
- 新潟三越にて個展
- 札幌三越にて個展
- 仙台三越にて個展
- 出雲畑百貨店にて個展

1983年（昭和58年）
- 岡島百貨店（甲府）にて個展
- 4月5日～17日【個展】京都のギャラリー大美
- 新潟三越にて個展
- 北辰画廊にて個展
- 11月22日-27日松山三越（四国八十八ヶ所霊場めぐり）【個展】90作品以上

1984年（昭和59年）
- 2月29日～3月12日【個展】丸屋（鹿児島百景）
- 6月27日～7月2日【個展】横浜馬車道・ユーリンファボリ７階ギャラリー（さよなら横浜屋）
- 八十八ヶ所水彩画集出版記念展宇和島伊達美術館、
- 今治ギャラリーアートラインにて開催
- 【個展】水戸伊勢甚百貨店にて
- 【個展】広島生田画廊にて

1985年（昭和60年）
- 2月7日GIMGA OPEN記念(横浜関内)
- 3月21日～27日【個展】岡島5階美術画廊（京洛の四季）
- 鹿児島三越、新潟、神戸で個展

1986年（昭和61年）
- 1月9日～15日　【個展】徳島そごう（徳島百景）
- 4月15日～20日　個展】ぎんざ三越6階美術ギャラリー
- 大阪ABCギャラリー、奈良、東京、テレビ愛媛で個展

1987年（昭和62年）
- 1月16日～20日　【個展】水戸伊勢甚百貨店6階大催事場（茨城百景）
- 5月15日～20日　【個展】名古屋三越栄本店７階美術画廊（東海百景）

1988年（昭和63年）
- 4月1日～6日　【個展】天満屋岡山店6階美術画廊（本・四国連絡橋完成記念）
- 4月15日～27日　【個展】新潟三越6階美術ギャラリー（画廊新装記念）
- 5月13日～17日　【個展】日立伊勢甚（開店3周年茨城百景）
- 10月11日～16日　【個展】銀座三越

1989年（昭和64年　平成元年）
- 1月31日～2月5日　【個展】ギャラリーおいし/福岡　（博多・上海百景）
- 3月21日～27日　【個展】ヤマトヤシキ6階美術画廊/姫路百景　城下町を訪ねて
- 9月22日～10月4日　【個展】新潟三越6階美術ギャラリー・工芸サロン
- 10月10日～22日　【個展】松山三越７階美術サロン
- 12月15日～27日　【個展】ＡＢＣギャラリー

1990年
- 4月3～4月8日　【個展】銀座三越８階美術画廊
- 5月16日～5月21日　【個展】福岡玉屋7階美術画廊(油彩・水彩)
- 11月2日～7日　【２人展】近鉄百貨店阿倍野店6階美術画廊　岡田高巧・書（嵯峨御所大覚寺総長）浜田泰介
- 12月18日～24日　【２人展】近鉄百貨店東京店6階画廊　岡田高巧・書（嵯峨御所大覚寺総長）浜田泰介

1991年（平成3年）
- 大覚寺障壁画を描く
- 6月26日～7月1日【個展】天満屋岡山店６階美術画廊
- 1月10日～18日　【個展】ボンバエルタ百貨店上尾5階催事場（武蔵の国と富嶽）
- 10月9日～14日　【個展】新潟三越6階美術ギャラリー・工芸サロン（50作品以上）
- 12月31日～1992年1月12日　【個展】銀座三越8階美術ギャラリー（20作品以上）
- NHK主催・浜田泰介と川端龍子による「四国八十八ケ所花遍路」全国巡回展

1992年（平成4年）
- 9月2日～7日　【個展】新潟三越6階美術ギャラリー（大覚寺障壁画作品集出版記念展）
- 9月23日～27日　【個展】日立伊勢甚百貨店にて（大覚寺障壁画作品集出版記念展）
- 10月13日～23日　【個展】松山三越にて（あいテレビ開局記念）～京の雅郷里を描く～
- 10月22日～11月3日　【個展】大分トキハ７F美術画廊にて（NHKサービスセンター主催）（大覚寺障壁画作品集出版記念展）
- 11月12日～23日　【個展】水戸伊勢甚百貨店（NHKサービスセンター主催）（大覚寺障壁画作品集出版記念展）

1993年 （平成5年）
- 10月1日～6日　【個展】梅田阪急　建都1200年　平安文化の華　嵯峨御所　京・大覚寺展

1994年（平成6年）
- ワシントンD.C.におけるジャパンフェスティバルに出品
- 11月16日～20日【個展】新潟三越７階美術特別会場

1995年（平成7年）
- 【個展】新宿伊勢丹美術館
- 【個展】仙台藤崎
- 【個展】高松三越
- 10月2日　大津市市制97年式典で感謝状を受ける

1996年（平成8年）
- 【個展】宇都宮東武　醍醐寺障壁画制作
- 8月27日～8月29日【展示】大宰府天満宮宝物殿醍醐寺襖絵一部と富嶽・他
- 11月12日～11月17日【個展】松山三越　画業40周年記念展
- 12月30日　毎日新聞　17面　山口

1997年（平成9年）
- 【個展】下関大丸
- 【個展】東京大丸

ART GRAPH 9月号に巻頭特集
1998年（平成10年）
- 大津市文化特別賞受賞
- 大津百景完成
- 【個展】宇都宮東武
- 【個展】神戸大丸
- 【個展】池袋東武

1999年（平成11年）
- 3月　【個展】大丸イベントホール
- 4月　【個展】新潟三越
- 5月　中国歴史博物館　中華人民共和国建国五十周年記念に出展　中日友好作品展
- 6月　【個展】宮崎長崎屋
- 9月　【個展】横須賀　さいかや
- 10月　【個展】高松三越
- 11月　【個展】松山三越
- 12月11日～16日　【個展】ポートピアホテル

2000年（平成12年）
- 1月25日～31日【個展】大宮そごう
- 5月26日～31日【個展】水戸京成百貨店
- 9月21日～27日【個展】甲府岡島百貨店
- 10月12日【個展】東武宇都宮百貨店
- 11月6日～11月12日【個展】　松山三越
- 11月18日　母校宇和島東高校に「赤富士」を寄贈

2001年（平成13年）
- 2月13日～18日【個展】仙台三越
- 3月24日　防衛大学新本部庁舎に「旭日」（縦２ｍ、横４ｍ）を寄贈
- 6月5日～10日【個展】広島三越
- 10月10日～12月2日　醍醐寺宝物館開館記念展
- 11月14日～19日【個展】新潟三越
- 12月6日～【展覧会】大宰府天満宮
- 12月4日～24日　【個展】ポートピアギャラリ

2002年（平成14年）
- 3月4日～9日【個展】ユニグラバス銀座館
- 6月12日～18日【個展】銀座松屋
- 10月5日～14日　第10回生涯学習うわじまフェスティバル
- 10月31日～11月6日【個展】池袋東武百貨店
- 11月19日　【個展】松山三越
- 12月8日～　東寺の観智院の書院の襖絵を公開（12月中は土日だけ）来年3月末まで毎日公開

2003年（平成15年）
- 3月19日	　東寺観智院書院襖絵完成・東寺定例記者会見に出席
- 3月20日	東寺観智院　春の一般公開
- 5月5日～11日【個展】三越　高松店
- 9月4日～10日【個展】宇都宮東武
- 10月7日～12日　【個展】広島三越】
- 11月26日-12月14日　【個展】ポートピアギャラリー

2004年（平成16年）
- 6月19日～25日　【個展】三越松山店6階イベントサロン・美術ギャラリー
- 10月27日～11月2日　【個展】新潟三越6階美術ギャラリー・工芸サロン（新潟地震直後）
- 11月6日	広島・正伝寺本堂襖完成式

2005年（平成17年）
- 6月16日～22日　【個展】東武百貨店池袋本店6階美術画廊
- 11月22日～12月11日　【個展】神戸ポートピアホテ

2006年（平成18年）
- 5月18日～24日　【個展】東武百貨店宇都宮5階イベントプラザ
- 10月5日～11日　【個展】ギャラリー加古（水戸）
- 11月18日～24日　【個展】松山三越6階イベントプラザ・美術ギャラリー

2007年（平成19年）
- 3月10日	白川郷障壁画完成　搬入　　公開開始
- 6月14日～20日　【個展】東武百貨店池袋本店6階１番地美術画廊
- 10月12日～12月25日　奈良県立万葉文化館にて「浜田泰介の世界」開催終了
- 12月2日～22日　【個展】京都東急ホテルギャラリーkazahana

2008年（平成20年）
- 3月11日～16日　【個展】三越広島店8階催事場
- 4月25日～8月24日　ドイツ連邦共和国美術展示館にて醍醐寺展
- 11月22日～28日　【個展】三越松山店6階イベントサロン・美術ギャラリー
- 12月9日～21日　【個展】神戸ポートギャラリー（ポートピアホテル）

2009年（平成21年）
- 国宝・東寺「十二天屏風」模写完成
- 7月23日～28日　【個展】東武百貨店宇都宮5階イベントプラザ（国宝東寺十二天屏風模写完成記念）
- 10月8日～14日　【個展】東武百貨店池袋本店6階１番地美術画廊（東武百貨店50周年記念）
- 11月25日～29日　【個展】市立宇和島病院講堂（開院記念）

2010年（平成22年）
- 上賀茂神社（世界文化遺産）襖絵
- 石清水八幡宮「富士六景」
- 8月28日～9月23日　【個展】京都東急ホテルギャラリーKazahana
- 11月23日～29日　【個展】松山三越6階特設会場
- 12月7日～19日　【個展】神戸ポートピアギャラリー

2011年（平成23年）
- 東寺「東宝の間障壁画」
- よんでん芸術文化賞受賞
- 伏見稲荷大社襖絵完成

2012年（平成24年）
- 愛媛新聞賞受賞
- 4月15日～30日　【個展】京都東急ホテルギャラリーKazahana
- 5月15日～20日　【個展】高松三越
- 8月4日～9月17日　畦地梅太郎記念美術館
- 11月20日～26日　【個展】松山三越にて
- 12月4日～16日　【個展】神戸ポートピアギャラリー

2013年（平成25年）
- 愛媛懸護国寺神社「曙怒涛」　吉田神社壁画
- 3月6日～11日　　 【個展】姫路山陽百貨店
- 10月22日～27日　【個展】広島三越7階催事場

2014年（平成26年）
- 白川郷明善寺本堂襖絵制作
- 生田神社「希望の春」奉納
- 11月18日～24日　【個展】松山三越6階特設会場
- 12月9日～21日　【個展】ポートピアホテル内（ポートピアギャラリー）

2015年（平成27年）
- 東寺客殿壁画作成中　2018年完成予定
- 石清水八幡宮襖絵制作中７月完成予定
- 11月　神宮道（京都平安神宮）

2016年（平成28年）
- 4月6日【個展】姫路山陽百貨店
- 11月【個展】松山三越にて個展開催予定

2018年（平成30年）86歳
- 高松三越
- 岡山高島屋

2019年（平成31年）87歳
- 姫路山陽百貨店

2020年（令和２年）88歳
展覧会は全て中止に
2021年（令和3年）89歳
- 10月　松山三越リニューアル記念　浜田泰介の世界開催
- 11月

2022年（令和4年）90歳
- 東寺の襖絵作成

2023年（令和5年）91歳
- 東寺に新たな襖絵完成（抽象画）

2024年（令和6年）92歳
- 4月17日～22日　広島三越（個展）

## 主な収蔵
- ブランデージ/パットブーン（歌手）/ガンチャベルモット社長リリ・ダッシェ（サルバドルダリのコレクター）/メイシーデパート社長ヴィンセント・プライス（俳優・コレクター）/ニーマン・マーカス（デパート王）P・O・ウェスタ―（世界アイスホッケー理事長/ハリーエブラムス（シャガールのコレクター）/その他多数
- 東京国立近代美術館
- 神奈川県鎌倉近代美術館
- 道立北海道美術館
- ヒューストン近代美術館
- サンノゼ州立美術館
- 愛媛県県立美術館
- 愛媛県県庁
- 大覚寺（真言宗大覚寺派総本山）
- 醍醐寺（世界遺産・真言宗醍醐寺派総本山）
- 東寺（世界遺産・東寺真言宗総本山）
- 大宰府天満宮
- 石清水八幡宮
- 伏見稲荷大社
- 出雲大社

## メディア
1988年
- 8月22日　愛媛新聞掲載
- 8月31日　いばらき新聞掲載
- 9月20日　月刊美術10月号に広告掲載

1990年
- 10月20日月刊美術11月号に特集掲載

1993年
- 11月8日　四国新聞　10面　特集
- 9月20日　月刊美術表紙
- 5月31日　産経新聞　16面

1994年
- 2月7日　茨城新聞　19面　社会面
- 3月6日　下堅新聞　8面
- 3月10日　下堅新聞　14面　絵画のページ
- 新潟総合テレビによる「信濃川夢紀行」放映

1995年
- 2月10日　茨城新聞　23面　社会面
- 5月14日　日本経済新聞　23面　広告
- 5月28日　河北新聞　6面　国際面
- 5月29日　河北新聞　夕刊　9面
- 5月31日　河北新聞　23面特集
- 6月3日　河北新聞　23面　みやぎ
- 10月11日　四国新聞　8面　特集
- 11月9日　茨城新聞　13面　企画　全面

1996年
- 2月28日　下堅新聞　22面　企画
- 3月31日　西日本新聞　20面　全面広告
- 4月20日　月刊美術5月号に広告掲載
- 7月6日　愛媛新聞　11面　地方
- 9月20日　月刊美術10月号に広告掲載
- 11月10日愛媛新聞　15面　パブリックサービス

1997年
- 2月16日　日本経済新聞　18面　広告
- 2月21日　神戸新聞　15面
- 2月27日　神戸新聞　14面　特集　全面広告
- 3月1日　神戸新聞　26面
- 3月2日　北国新聞　28面　社会
- 4月21日　北国新聞　30面　石川総合１
- 4月23日　北国新聞　26面　石川総合１北国新聞　16面
- 4月24日　北国新聞　29面　地方社会
- 5月8日毎日新聞　18面　秋田
- 6月13日北国新聞　35面　地方社会
- 10/10　神戸新聞　3面愛媛新聞　13面　地方売新聞　京都　31面北国新聞　4面　総合
- 11月1日　新美術新聞　1面愛媛新聞　13面　地方神戸新聞　3面読売新聞　京都　31面
- 11月6日　中日新聞　3面
- 11月11日　新美術新聞　4面
- 11月14日　茨城新聞　10面（企画）

1998年
- 3/1  　下堅新聞　22面　企画掲載
- 8月22日 愛媛新聞
- 8月31日　 茨城新聞
- 11月19日　京都新聞　26面滋
- 11月26日　中日新聞　21面　滋賀第二総合・読売新聞　34面　地域ニュース

1999年
- 1月　世界文化遺産に選ばれた醍醐寺襖絵画制作完成
- 1月17日読売新聞　35面　地域ニュース
- 1月19日愛媛新聞　10面　地域
- 1月29日　・東京新聞　23面　社会四国新聞　1面　総合秋田さきがけ　23面
- 愛媛新聞　3面総合　読売新聞　関東　朝刊　23面　社会読売新聞大阪（夕刊）
- 1月30日　Japan TimesTHE DAILY YOMIURI掲載
- 3月1日　THE SHIMOTSUKE掲載
- 6月22日　宮崎日日新聞掲載

2000年
- 1月24日　埼玉新聞　8面（全面広告）掲載
- 5月1日　25ヴァンサンカンに掲載される
- 5月16日　茨城新聞　18面（社会）掲載
- 5月24日　朝日新聞　第３茨城　12面掲載
- 5月25日　茨城新聞　18面（地域）掲載
- 5月26日　茨城新聞　22面（地域）掲載
- 5月27日　茨城新聞　21面（地域）　掲載
- 6月3日　中国新聞掲載
- 10月11日　THE SHIMOTSUKE掲載
- 11月19日・23日・27日　スカイパーフェクトTVにて「美への挑戦　浜田泰介「挑戦」を放送」
- 12月20日　2001年月刊美術1月号に広告掲載

2001年
- 1月20日　月刊美術2001年2月号広告掲載
- 2月8日　河北新報夕刊掲載
- 2月8日　宇和島ケーブルテレビにて浜田泰介講演会を放送
- 2月12日　河北新報　6面掲載
- 2月20日　月刊美術2001年3月号に広告掲載
- 3月20日　月刊美術2001年4月号に広告掲載
- 6月4日　中国新聞　32面（テレビ）掲載
- 6月6日　RCCテレビときめきキストリートで紹介される
- 6月7日　中国新聞　17面掲載
- 8月20日　月刊美術2001年9月号広告掲載
- 9月20日　月刊美術2001年10月号広告掲載
- 10月20日　月刊美術2001年11月号広告掲載
- 11月11日　新潟日報　13面（全面広告）掲載
- 11月20日　月刊美術2001年号12月号広告掲載
- 11月11日　新潟日報　13面（全面広告）掲載
- 12月2日　神戸新聞　12面掲載
- 12月12日　神戸新聞　16面　掲載ー
- 12月20日　月刊美術2002年1月号広告掲載
- 11月20日　月刊美術2002年12月号広告掲載
- 11月24日　BS朝日に出演

2002年
- 1月19日　日経新聞全国紙に紹介記事が載る
- 1月20日　月刊美術2002年2月号広告掲載
- 1月20日　西日本新聞に紹介記事が掲載される
- 2月20日　月刊美術2002年3月号広告掲載
- 3月20日　読売新聞　35面　地域ニュース
- 3月20日　愛媛新聞　11面（地方）カラー
- 3月20日　月刊美術2002年4月号広告掲載
- 4月20日　月刊美術2002年5月号広告掲載
- 5月20日　月刊美術2002年6月号広告掲載
- 6月20日　月刊美術2002年7月号広告掲載
- 7月1日　　新美術新聞1面
- 7月20日　月刊美術2002年8月号広告掲載
- 8月20日　月刊美術2002年9月号広告掲載
- 9月20日　月刊美術2002年10月号広告掲載
- 10月20日　月刊美術2002年11月号広告掲載
- 11月17日　愛媛新聞に6面に全面広告
- 11月18日　愛媛テレビテレビ生出演

2003年
- 12/20	月刊美術2004年1月号に広告掲載
- 12/3	神戸新聞　19面文化
- 11/23	神戸新聞　全面広告（10面）
- 11/20	月刊美術2003年12月号の表紙・広告掲載
- 10/20	月刊美術2003年11月号に広告掲載
- 9/20	月刊美術2003年10月号に広告掲載
- 9/4	とちぎテレビ　朝生とちぎに生出演
- 9/3	下野新聞　全面広告（20面）
- 8/20	月刊美術2003年9月号に広告掲載
- 7/20	月刊美術2003年8月号に広告掲載
- 6/20	月刊美術2003年7月号に広告掲載
- 5/20	月刊美術2003年6月号に広告掲載
- 5/8	四国新聞　高松三越宣伝の一部に掲載
- 5/7	四国新聞　地域総合（23面）に記事掲載
- 5/5	四国新聞21面　全面広告掲載
- 4/20	月刊美術2003年5月号に広告掲載
- 3/28	京都新聞8面全面広告掲載
- 3/28	　71歳誕生日
- 3/20	月刊美術2003年４月号に広告掲載
- 3/20	京都新聞（京都版に掲載）
- 3/20	毎日新聞（京都版に掲載）
- 3/20	日経新聞（京都版に掲載）
- 3/20	愛媛新聞　8面　カラー
- 2/20	月刊美術2003年3月号に広告掲載
- 1/20	月刊美術2003年2月号に広告掲載

2004年
- 11/20	月刊美術2004年12月号に広告掲載
- 10/20	月刊美術2004年11月号に広告掲載
- 9/20	月刊美術2004年10月号に広告掲載
- 8/20	月刊美術2004年9月号に広告掲載
- 7/20	月刊美術2004年8月号に広告掲載
- 6/23	NHK松山放送にて紹介
- 6/22	チャンネルI　ITV出演
- 6/20	月刊美術2004年7月号に広告掲載
- 6/19	テレビ愛媛「夕刊ガッツ！」出演
- 6/18	チャンネルI　ITV出演
- 5/20	月刊美術2004年6月号に広告掲載
- 4/20	月刊美術2004年5月号に広告掲載
- 3/20	月刊美術2004年4月号に広告掲載
- 2/20	月刊美術2004年3月号に広告掲載
- 1/20	月刊美術2004年2月号に広告掲載

2007年
- 12/20	月刊美術5月号に広告掲載
- 12/14	毎日JPに記事が載る
- 12/2	FMαステーションの取材を受ける
- 11/28	京都情報ファイルに展覧会情報が掲載される
- 読売ONLINEで紹介される
- 11/20	月刊美術12月号に広告掲載
- 10/20	月刊美術11月号に広告掲載
- ネット　K's PLAZAで紹介される
- 9/20	月刊美術10月号に広告掲載
- 8/20	月刊美術9月号に広告掲載
- 7/20	月刊美術8月号に広告掲載
- 6/20	月刊美術7月号に広告掲載
- 5/20	月刊美術6月号に広告掲載
- 4/20	月刊美術5月号に広告掲載
- 3/29	はなまるマーケットに醍醐の桜の間が紹介される
- 3/24	全国放送　フジテレビ系列
- フジテレビ系列もしツア豪華有名人が選ぶ春の特選二大旅!!家族で行きたい北海道VS女性に人気世界遺産　にて醍醐寺の襖が紹介される。
- 3/20	月刊美術4月号に広告掲載
- 白川郷の桜の障壁画がズームイン朝で録画で紹介される
- 2/20	月刊美術3月号に広告掲載
- 1/20	月刊美術2月号に広告掲載

2021年
- 4月 BSNHK・KBS京都　桜紹介番組にて醍醐寺の襖絵が紹介される